# Distrikt Zapatero
Der Distrikt Zapatero liegt in der Provinz Lamas in der Region San Martín im zentralen Norden von Peru. Der Distrikt wurde am 15. Oktober 1954 gegründet. Er besitzt eine Fläche von 175 km². Beim Zensus 2017 wurden 5689 Einwohner gezählt. Im Jahr 1993 lag die Einwohnerzahl bei 5089, im Jahr 2007 bei 4991. Sitz der Distriktverwaltung ist die 288 m hoch gelegene Ortschaft Zapatero mit 1032 Einwohnern (Stand 2017). Zapatero befindet sich 12,5 km südsüdöstlich der Provinzhauptstadt Lamas.

## Geographische Lage
Der Distrikt Zapatero befindet sich in den östlichen Voranden im Süden der Provinz Lamas. Der Río Mayo fließt entlang der nordöstlichen Distriktgrenze in Richtung Südsüdost und entwässert das Areal.
Der Distrikt Zapatero grenzt im Südwesten an die Distrikte Santa Rosa und San José de Sisa (beide in der Provinz El Dorado), im Westen an den Distrikt Tabalosos, im Norden an den Distrikt Lamas, im äußersten Nordosten an den Distrikt Rumisapa sowie im Osten und im Südosten an den Distrikt Cuñumbuqui.

## Ortschaften
Im Distrikt gibt es neben dem Hauptort folgende größere Ortschaften:
- Bagazan (291 Einwohner)
- Nuevo Celendín (879 Einwohner)
- Nuevo Mundo (544 Einwohner)
- Pampa Hermosa (350 Einwohner)
- Progreso (239 Einwohner)
- San Fernando de Rumicillo
- Santa Ana del Río Mayo (266 Einwohner)
- Santa Cruz de Shitariyacu (337 Einwohner)
- Vista Alegre de Shitariyacu (289 Einwohner)